# Liste der Kulturgüter in Schmitten GR
Die Liste der Kulturgüter in Schmitten GR enthält alle Objekte in der Gemeinde Schmitten im Kanton Graubünden, die gemäss der Haager Konvention zum Schutz von Kulturgut bei bewaffneten Konflikten, dem Bundesgesetz vom 20. Juni 2014 über den Schutz der Kulturgüter bei bewaffneten Konflikten sowie der Verordnung vom 29. Oktober 2014 über den Schutz der Kulturgüter bei bewaffneten Konflikten unter Schutz stehen.
Objekte der Kategorien A und B sind vollständig in der Liste enthalten, Objekte der Kategorie C fehlen zurzeit (Stand: 13. Oktober 2021).

## Kulturgüter
| Foto |                                                                                                   | Objekt                                                                | Kat. | Typ | Standort                     | Beschreibung                                                                   |
| ---- | ------------------------------------------------------------------------------------------------- | --------------------------------------------------------------------- | ---- | --- | ---------------------------- | ------------------------------------------------------------------------------ |
| ja   | Datei hochladen · Wikidata zu Landwasserviadukt (Q113645)                                         | Schmittentobel-Landwasserviadukt der Rhätischen Bahn KGS-Nr.: 10499   | A    | G   | 771160 / 172400              | Objekt liegt hälftig auf dem Gemeindegebiet von Bergün Filisur (KGS-Nr. 3009). |
| ja   | Datei hochladen · Wikidata zu Katholische Kirche Allerheiligen und Kapelle St. Luzius (Q29785050) | Katholische Kirche Allerheiligen und Kapelle St. Luzius KGS-Nr.: 3247 | B    | G   | Chirchawäg 5 771000 / 173089 |                                                                                |
| BW   | Datei hochladen · Wikidata zu Haus Alte Post (Q29785049)                                          | Haus Alte Post KGS-Nr.: 10787                                         | B    | G   | Wichel 8 770839 / 173151     |                                                                                |